# 27 lipca
27 lipca jest 208. (w latach przestępnych 209.) dniem w kalendarzu gregoriańskim. Do końca roku pozostaje 157 dni.

## Święta
- Imieniny obchodzą: Antuza, Aureliusz, Bertold, Celestyn, Celia, Celiusz, Feliks, Innocenty, Jerzy, Julia, Laurentyn, Lilioza, Lilla, Magdalena, Maur, Natalia, Nowellon, Pantaleon, Sergiusz, Stoisław, Teodor, Tomisława i Wszebor.
- Korea Północna – Dzień Zwycięstwa
- Kuba – 2. dzień Święta Rewolucji
- Malediwy – 2. dzień Święta Niepodległości
- Wspomnienia i święta w Kościele katolickim[1][2] obchodzą:
  - bł. Bertold z Garsten (opat)
  - św. Celestyn I (papież)
  - bł. Maria Magdalena Martinengo (dziewica)
  - bł. Maria od Męki Pańskiej (dziewica)

## Wydarzenia w Polsce
- 1331 – Wojna kujawska: porażka wojsk polskich w bitwie pod Pyzdrami z Krzyżakami.
- 1410 – Wielka wojna z zakonem krzyżackim: biskup warmiński Henryk Vogelsang złożył hołd Władysławowi Jagielle, oddając Warmię pod władzę króla polskiego.
- 1423 – Garwolin uzyskał prawa miejskie.
- 1463 – Wojna trzynastoletnia: rozpoczęło się oblężenie krzyżackiej twierdzy Gniew.
- 1526 – Wmurowano kamień węgielny pod budowę pierwszego szpitala miejskiego we Wrocławiu.
- 1608 – II wojna polsko-szwedzka: wojska szwedzkie zajęły twierdzę Dyjament u ujścia Dźwiny.
- 1691 – Białystok uzyskał prawa miejskie.
- 1768 – Rosjanie rozpoczęli oblężenie bronionego przez 2 tys. konfederatów barskich Krakowa.
- 1790 – W Dzierżoniowie zawarto austriacko-pruski pakt o nieagresji.
- 1851 – Oddano do użytku odcinek Pruskiej Kolei Wschodniej z Krzyża Wielkopolskiego do Bydgoszczy.
- 1913 – We Wrocławiu rozpoczęły się 8. Mistrzostwa Świata w Zapasach.
- 1914 – Uwięziony wraz z siostrą Marią na skalnej półce w żlebie Drège’a w Tatrach filozof i psycholog Bronisław Bandrowski, straciwszy nadzieję na pomoc, rzucił się w przepaść, ponosząc śmierć na miejscu. Skrajnie wyczerpana siostra została uratowana przez ratowników TOPR – Mariusza Zaruskiego i Jędrzeja Marusarza Jarząbka.
- 1915 – W Warszawie utworzono Straż Obywatelską.
- 1918 – Decyzją Zjazdu Biskupów Królestwa Polskiego został powołany Katolicki Uniwersytet Lubelski.
- 1920 – Wojna polsko-bolszewicka: Armia Czerwona zajęła twierdzę Osowiec.
- 1935 – W okolicy wsi Gorzkiewki pod Warszawą w trakcie oblatywania prototypu bombowca PZL.23 Karaś zginęła cała trzyosobowa załoga.
- 1939 – Podniesiono banderę na statku pasażerskim „Chrobry”.
- 1941 – W zajętym przez Wehrmacht Lwowie ukraińscy szowiniści w trakcie 3-dniowego pogromu (tzw. Dni Petlury) zamordowali 1500–2000 Żydów.
- 1944 – Armia Czerwona zajęła Białystok.
- 1947 – Wincenty Pstrowski wystosował list otwarty do górników, w którym wzywał do „współzawodnictwa pracy i przekraczania norm”.
- 1968 – Minister obrony narodowej gen. armii Wojciech Jaruzelski powołał ze składu Śląskiego Okręgu Wojskowego 2. Armię Wojska Polskiego, która miała wziąć udział w planowanej interwencji wojsk Układu Warszawskiego w Czechosłowacji.
- 1974 – Zakończono produkcję autobusu San H100.
- 1981 – Premiera filmu Człowiek z żelaza w reżyserii Andrzeja Wajdy.
- 1994 – W Gdyni-Babich Dołach sformowano Brygadę Lotnictwa Marynarki Wojennej.
- 2002 – Sejm RP przyjął ustawę Prawo dewizowe.
- 2004 – Sąd Najwyższy uchylił wyroki w tzw. aferze mięsnej z lat 60.
- 2005 – Sejm RP przyjął ustawę Prawo o szkolnictwie wyższym.
- 2006 – 4 górników zginęło w wyniku tąpnięcia w KWK „Pokój” w Rudzie Śląskiej.
- 2016 – Rozpoczęła się podróż apostolska papieża Franciszka do Polski.
- 2021 – Po ponad 14 latach zakończył działalność polski serwis społecznościowy nk.pl (do 2010 nasza-klasa.pl.
- 2022 – Samolot szkolno-treningowy PZL TS-11 Iskra został oficjalnie wycofany ze służby w Siłach Powietrznych.

## Wydarzenia na świecie

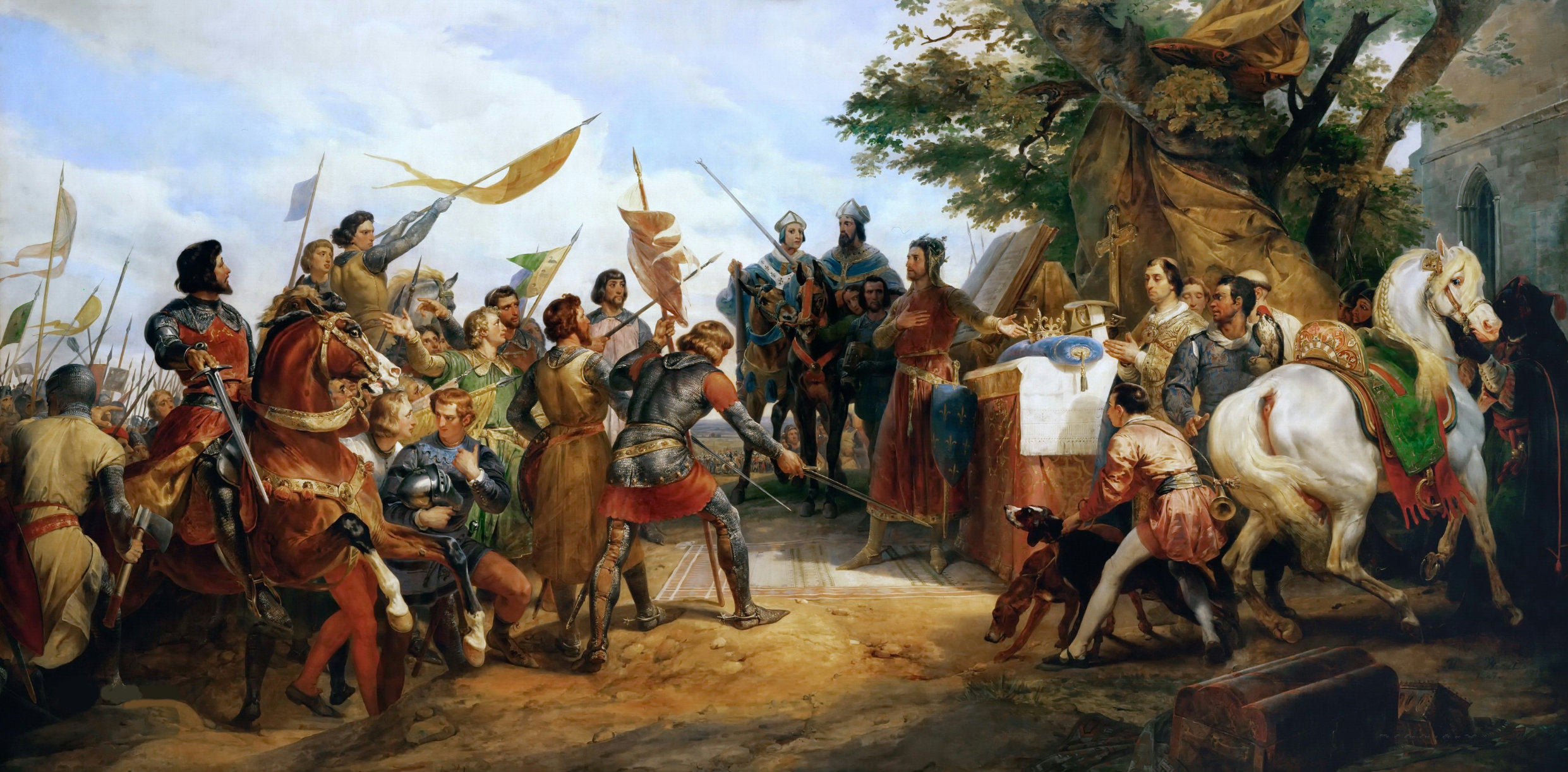
Bitwa pod Bouvines (1214) na obrazie Horace’a Verneta

- 811 – Staurakios został cesarzem bizantyjskim.
- 1054 – Król Szkocji Makbet został pokonany w bitwie pod Dunsinnan przez Siwarda z Northumbrii.
- 1128 – Brugia uzyskała prawa miejskie.
- 1189 – Trzecia krucjata: władca Serbii Stefan Nemania przyjął w Niszu cesarza rzymskiego Fryderyka I Barbarossę.
- 1202 – Zwycięstwo Gruzinów nad wojskami Sułtanatu Rumu w bitwie pod Basian.
- 1206 – W bitwie pod Wassenbergiem Otto IV z królewskiej linii Welfów poniósł druzgocącą klęskę z rąk króla Filipa Szwabskiego z rodu Staufów.
- 1214 – Zwycięstwo Francuzów nad wojskami koalicji angielsko-flamandzko-brabancko-welfską w bitwie pod Bouvines.
- 1276 – Piotr III Wielki został królem Aragonii i Walencji.
- 1302 – Pierwsze duże zwycięstwo wojsk osmańskich nad bizantyjskimi w bitwie na równinie Bafeus.
- 1320 – Zwycięstwo Litwinów nad wojskami krzyżackimi w bitwie pod Miednikami.
- 1361 – Wojska duńskie rozbiły w bitwie pod Visby powstańców z Gotlandii.
- 1417 – Sobór w Konstancji uznał za schizmatyka i ekskomunikował antypapieża Benedykta XIII.
- 1441 – Przyszły i ostatni cesarz bizantyński Konstantyn XI Paleolog poślubił swą drugą żonę Katarzynę Gattilusio.
- 1532 – Na Sejmie Rzeszy w Ratyzbonie cesarz Karol V Habsburg ogłosił pierwszy niemiecki kodeks karny Constitutio Criminalis Carolina.
- 1549 – Jezuicki misjonarz Franciszek Ksawery przybył do Japonii.
- 1552 – Po miesięcznym oblężeniu wojska tureckie zdobyły węgierski Temeszwar (obecnie Timișoara w Rumunii).
- 1605 – Założono Port Royal we francuskiej kolonii Akadia w Ameryce Północnej.
- 1610 – Został zdetronizowany car Rosji Wasyl IV Szujski.
- 1675 – Wojna Francji z koalicją hiszpańsko-austriacko-lotaryńską: porażka wojsk francuskich w bitwie pod Nider Sasbach.
- 1689 – Powstanie Jakobitów w Szkocji: zwycięstwo powstańców nad wojskami rządowymi w bitwie na przełęczy Killiecrankie.
- 1694 – Założono Bank of England.
- 1709 – Cesarz Japonii Higashiyama abdykował ze względów zdrowotnych na rzecz swego 7-letniego syna Nakamikado.
- 1710 – Wojna o sukcesję hiszpańską: zwycięstwo wojsk angielsko-austriacko-holenderskich nad Hiszpanami w bitwie pod Almenar.
- 1778 – Wojna o niepodległość Stanów Zjednoczonych: nierozstrzygnięta bitwa pod Ushant.
- 1789 – Utworzono Departament Stanu USA.
- 1794 – Rewolucja francuska: w wyniku tzw. przewrotu 9 thermidora został aresztowany Maximilien de Robespierre i jego zwolennicy.
- 1830 – We Francji wybuchła rewolucja lipcowa.
- 1840 – Francuska fregata „Belle Poule” wypłynęła na Wyspę Świętej Heleny w celu przewiezienia do Francji zwłok zmarłego tam 19 lat wcześniej Napoleona Bonapartego.
- 1860 – Zjednoczenie Włoch: w trakcie tzw. „wyprawy tysiąca” przeciwko Królestwu Obojga Sycylii wojska Giuseppe Garibaldiego zdobyły Messynę na Sycylii.
- 1862 – Płynący z San Francisco do Panamy statek „Golden Gate” stanął w płomieniach i zatonął u wybrzeży Meksyku wraz z 231 osobami na pokładzie.
- 1866 – Zakończono układanie transatlantyckiego kabla telegraficznego.
- 1877 – W czasie zjazdu polskich działaczy w Wiedniu utworzono tajny Rząd Narodowy.
- 1880 – II wojna brytyjsko-afgańska: zwycięstwo wojsk afgańskich w bitwie pod Maiwandem.
- 1890:
  - Poświęcono cerkiew Narodzenia Matki Bożej w Kuriste na estońskiej wyspie Hiuma.
  - Przebywający we francuskiej miejscowości Auvers-sur-Oise Vincent van Gogh, usiłując popełnić samobójstwo, strzelił sobie z rewolweru w pierś. W wyniku odniesionych obrażeń zmarł 2 dni później.
- 1896 – Guglielmo Marconi przeprowadził pierwszą publiczną próbę radia.
- 1900 – W porcie Bremerhaven, podczas uroczystości pożegnania korpusu niemieckiego wysłanego do Chin w celu zdławienia powstania bokserów, cesarz Niemiec Wilhelm II Hohenzollern wygłosił tzw. huńską mowę.
- 1901 – Zwodowano amerykański pancernik USS „Maine”.
- 1907 – W Mannheim odbyła się premiera operetki Wesoły chłop Leo Falla i Victora Léona.
- 1913 – Założono włoski klub piłkarski Parma F.C.
- 1919:
  - Kaarlo Juho Ståhlberg został pierwszym prezydentem Finlandii.
  - W Chicago wybuchły tygodniowe zamieszki rasowe w których zginęło 38 osób.
- 1921 – W Szkole Medycznej Uniwersytetu w Toronto dr Frederick Banting wraz z asystentem Charlesem Bestem po raz pierwszy ekstrahowali insulinę.
- 1922:
  - Skazany za zakłócanie porządku publicznego na 3 miesiące pozbawienia wolności (w tym 2 w zawieszeniu) Adolf Hitler został zwolniony po miesiącu z więzienia Stadelheim w Monachium.
  - Stany Zjednoczone uznały rząd Litwy.
- 1924 – W Paryżu zakończyły się VIII Letnie Igrzyska Olimpijskie. W ostatnim dniu zawodów pierwszy w historii medal olimpijski (srebrny) dla Polski zdobyła drużyna kolarzy torowych w wyścigu na dochodzenie na 4 km w składzie: Józef Lange, Jan Łazarski, Tomasz Stankiewicz i Franciszek Szymczyk, drugi (brązowy) jeździec Adam Królikiewicz w konkursie skoków.
- 1930 – Reprezentacja Polski wygrała 3. Olimpiadę Szachową w Hamburgu.
- 1934 – Stolica Buriackiej ASRR Wierchnieudyńsk, została przeminaowana na Ułan Ude.
- 1937 – Dokonano oblotu niemieckiego morskiego samolotu patrolowego i bombowego Focke-Wulf Fw 200.
- 1940:
  - Odbyła się premiera filmu animowanego A Wild Hare, w którym zadebiutował Królik Bugs.
  - Utwór I'll Never Smile Again Tommy’ego Dorseya zajął pierwsze miejsce w pierwszym wydaniu listy przebojów tygodnika „Billboard“.
- 1941 – W okupowanym Mińsku ukazało się pierwsze wydanie kolaboracyjnego czasopisma „Biełaruskaja Hazeta”.
- 1942:
  - II wojna światowa w Afryce: zwycięstwem wojsk alianckich zakończyła się I bitwa pod El Alamein.
  - Wojna na Pacyfiku: w miejsce Birmańskiej Armii Niepodległościowej okupanci japońscy utworzyli 3-tysięczną Birmańską Armię Obronną.
- 1943:
  - Operacja „Gomora”: nocny dywanowy nalot aliancki na Hamburg spowodował śmierć 40 tysięcy ludzi i obrócił w ruinę centrum miasta i port.
  - Wojna na Pacyfiku: u wybrzeży należącego do Papui-Nowej Gwinei Archipelagu Bismarcka amerykański okręt podwodny USS „Scamp“, po alarmowym zanurzeniu, odpowiedział na atak torpedowy i zatopił wciąż znajdującą się na powierzchni japońską jednostkę tej samej klasy I-168, która zatonęła wraz z całą załogą.
- 1944 – Edward Osóbka-Morawski i Wiaczesław Mołotow podpisali w Moskwie porozumienie między PKWN a rządem radzieckim o wspólnej granicy państwowej, gdzie w artykule 1. przyjęto za podstawę ustalania granicy tzw. linię Curzona z dwiema poprawkami na korzyść Polski (obszar na południe od miejscowości Kryłów i obszar Puszczy Białowieskiej) jednocześnie oddające Lwów Ukraińskiej SRR.
- 1947 – Papież Pius XII kanonizował Katarzynę Labouré.
- 1948 – W Samedan w Szwajcarii powołano Międzynarodową Organizację Naukowo-Techniczną Szybownictwa.
- 1949 – W Wielkiej Brytanii dokonano oblotu pierwszego odrzutowego samolotu pasażerskiego de Havilland Comet.
- 1950:
  - Otwarto pierwszy odcinek Autostrady „Braterstwo i Jedność” między Belgradem a Zagrzebiem.
  - Założono Wołgodońsk w południowej Rosji.
- 1953 – Podpisano umowę o strefie demarkacyjnej pomiędzy Koreą Północną a Koreą Południową, która zakończyła wojnę koreańską.
- 1955 – Bułgarskie myśliwce zestrzeliły izraelski samolot pasażerski lecący z Londynu do Tel Awiwu, który zboczył z kursu nad terytorium Bułgarii, w wyniku czego zginęło 58 osób.
- 1956 – W wyniku katastrofy w bazie lotniczej Lakenheath w Wielkiej Brytanii doszło do śmierci 4 członków załogi amerykańskiego bombowca oraz pożaru magazynu, w który uderzył i gdzie przechowywane były m.in. 3 bomby atomowe.
- 1957 – Luis Arturo González López został tymczasowym prezydentem Gwatemalii.
- 1960 – Na konwencji Partii Republikańskiej w Chicago Richard Nixon został nominowany na kandydata na prezydenta, a Henry Cabot Lodge na kandydata na wiceprezydenta w zaplanowanych na 8 listopada wyborach prezydenckich w USA.
- 1963 – W katastrofie należącego do United Arab Airlines samolotu de Havilland Comet w indyjskim stanie Maharasztra zginęły 63 osoby.
- 1965:
  - Edward Heath został wybrany na przewodniczącego brytyjskiej Partii Konserwatywnej.
  - W klinice w japońskiej Kashiharze Shigeo Komatsu i Susumu Tamai dokonali pierwszego na świecie udanego przyszycia amputowanego w wypadku kciuka 28-letniemu pacjentowi.
- 1969 – Richard Nixon jako pierwszy urzędujący prezydent USA przybył z oficjalną wizytą do Indonezji.
- 1972 – Dokonano oblotu amerykańskiego myśliwca McDonnell Douglas F-15 Eagle.
- 1974 – Patrick John został premierem Dominiki.
- 1976 – Były premier Japonii Kakuei Tanaka został aresztowany pod zarzutem przyjmowania łapówek od amerykańskiego koncernu Lockheed Corporation.
- 1979 – Ukazał się album Highway to Hell australijskiej grupy AC/DC.
- 1982 – Premier Indii Indira Gandhi przybyła z oficjalną wizytą do USA.
- 1983:
  - Dokonano oblotu samolotu pasażerskiego Embraer 120 Brasilia.
  - Madonna wydała swój debiutancki album pt. Madonna.
- 1985 – W wojskowym zamachu stanu został obalony prezydent Ugandy Milton Obote.
- 1989 – W katastrofie południowokoreańskiego samolotu McDonnell Douglas DC-10 w Libii zginęło 79 osób.
- 1990:
  - Fundamentaliści muzułmańscy z ugrupowania Jamaat-al-Muslimeen podjęli nieudaną próbę zamachu stanu na Trynidadzie i Tobago. W trakcie rebelii (do 1 sierpnia) zginęły co najmniej 24 osoby.
  - Rada Najwyższa Białoruskiej SRR przyjęła deklarację o suwerenności państwowej Białorusi, która 25 sierpnia następnego roku uzyskała status konstytucyjny.
  - Zakończono produkcję Citroëna 2CV.
- 1992 – Rozpoczęła się załogowa misja kosmiczna na statku Sojuz TM-15.
- 1993:
  - Cła nałożone przez USA na polską stal uczyniły jej eksport do tego kraju nieopłacalnym.
  - Przywódca Kuby Fidel Castro zapowiedział zniesienie kar za posiadanie dolarów amerykańskich.
  - Kubańczyk Javier Sotomayor, podczas zawodów w hiszpańskiej Salamance, ustanowł aktualny do dziś rekord świata w skoku wzwyż na otwartym stadionie (2,45 m).
- 1996:
  - 2 osoby zginęły, a ponad 100 zostało rannych w zamachu bombowym w trakcie koncertu zorganizowanego z okazji odbywających się w Atlancie XXVI Letnich Igrzysk Olimpijskich.
  - W Royal Australian Navy rozpoczęły służbę okręty podwodne typu Collins.
- 2000 – Armia Fidżi aresztowała przywódcę majowego zamachu stanu George’a Speighta i 369 innych rebeliantów.
- 2002 – We Lwowie myśliwiec Su-27 runął w tłum widzów podczas pokazów lotniczych na lotnisku Skniłów. Zginęło co najmniej 78 osób, a 115 zostało rannych.
- 2003 – W hotelu w Wilnie francuska aktorka Marie Trintignant została śmiertelnie pobita przez swego kochanka, muzyka i wokalistę Bertranda Cantata.
- 2008 – 17 osób zginęło, a 154 zostały ranne w zamachu bombowym w Stambule.
- 2010 – Ahmed M. Mahamoud Silanyo objął stanowisko prezydenta Somalilandu – nieuznawanego państwa w Afryce.
- 2012:
  - Ivica Dačić został premierem Serbii.
  - W Londynie rozpoczęły się XXX Letnie Igrzyska Olimpijskie.
- 2013 – 6 osób zginęło, a 9 zostało rannych w wyniku wybuchu samochodu-pułapki przed ambasadą Turcji w stolicy Somalii Mogadiszu.
- 2016:
  - W serii samobójczych zamachów bombowych w mieście Al-Mukalla w południowym Jemenie zginęło 51 osób (w tym 8 zamachowców), a 37 zostało rannych.
  - W wyniku wybuchu samochodu-pułapki w mieście Al-Kamiszli w północno-wschodniej Syrii zginęły 44 osoby, a co najmniej 171 zostało rannych.
- 2018 – Najdłuższe w XXI wieku całkowite zaćmienie Księżyca.
- 2024:
  - Rzymska Via Appia (pl. Droga Appijska), najstarsza droga rzymska, której budowę rozpoczęto w 312 roku p.n.e., została wpisana na Listę światowego dziedzictwa UNESCO.
  - Zwycięstwem koalicji rebeliantów tuareskich (Azawad/CSP-DPA) nad armią malijską, wspieraną przez rosyjską Grupę Wagnera, zakończyła się trzydniowa bitwa pod Tinzaouaten.

## Urodzili się
- 1452 – Ludwik Sforza, książę Mediolanu (zm. 1508)
- 1502 – Francesco Corteccia, włoski kompozytor, organista, pedagog (zm. 1571)
- 1584 – Agnieszka, margrabianka brandenburska, księżna wołogoska i sasko-lauenburska (zm. 1629)
- 1612 – (lub 16 czerwca) Murad IV, sułtan Imperium Ormiańskiego (zm. 1640)
- 1625 – Edward Montagu, angielski admirał (zm. 1672)
- 1660 – Jan Reinhold Patkul, inflancki generał, polityk (zm. 1707)
- 1667 – Johann Bernoulli, szwajcarski matematyk, fizyk (zm. 1748)
- 1672 – Gilles-Marie Oppenord, francuski architekt, dekorator (zm. 1742)
- 1687 – Jusuf ibn Siman as-Simani, libański orientalista, syriolog (zm. 1768)
- 1704 – Johann Joseph von Trautson, austriacki duchowny katolicki, arcybiskup Wiednia, kardynał (zm. 1757)
- 1733 – Jeremiah Dixon, brytyjski astronom, geodeta (zm. 1779)
- 1734 – Zofia Filipa de France, księżniczka francuska (zm. 1782)
- 1740 – Jeanne Baré, francuska podróżniczka, pierwsza kobieta, która okrążyła Ziemię (zm. 1803)
- 1741 – François-Hippolyte Barthélémon, francuski skrzypek, kompozytor (zm. 1808)
- 1752:
  - Samuel Smith, amerykański generał, polityk (zm. 1839)
  - Georg Heinrich Weber, niemiecki lekarz, botanik, mikolog (zm. 1828)
- 1753 – Christian Kraus, niemiecki filozof, ekonomista (zm. 1807)
- 1755 – Benjamin Howland, amerykański rolnik, polityk, senator (zm. 1821)
- 1764 – Stanisław Wodzicki, polski hrabia, polityk, poeta, pamiętnikarz, botanik (zm. 1843)
- 1766 – William Vane, brytyjski arystokrata, polityk (zm. 1842)
- 1768:
  - Charlotte Corday, francuska zabójczyni (zm. 1793)
  - Joseph Anton Koch, niemiecki malarz (zm. 1839)
- 1772 – Vincenzo Campanari, włoski archeolog, antykwariusz, poeta (zm. 1840)
- 1773:
  - Jacob Aall, norweski pisarz, polityk, uczony (zm. 1844)
  - Luiza Maria Amelia Teresa, księżniczka Obojga Sycylii, wielka księżna Toskanii (zm. 1802)
- 1776 – Krystyna Magdalena Radziwiłłówna, polska szlachcianka (zm. 1796)
- 1777 – Heinrich Wilhelm Brandes, niemiecki meteorolog, fizyk (ur. 1834)
- 1780 – Anastasio Bustamante, meksykański wojskowy, polityk, prezydent Meksyku (zm. 1853)
- 1781 – Mauro Giuliani, włoski kompozytor, gitarzysta (zm. 1829)
- 1782 – Pantaleon Wawrzyniec Szuman, polski prawnik, podsędek, prokurator, polityk (zm. 1849)
- 1784 – Denis Dawydow, rosyjski generał, pisarz wojenny, poeta (zm. 1839)
- 1801 – George Biddell Airy, brytyjski astronom, matematyk, fizyk doświadczalny, wykładowca akademicki  (zm. 1892)
- 1804 – August Emmanuel Fürnrohr, niemiecki biolog, wykładowca akademicki (zm. 1861)
- 1806 – Franz von Stadion, austriacki polityk (zm. 1853)
- 1818 – Augustyn Roscelli, włoski duchowny katolicki, święty (zm. 1902)
- 1820 – Hubert von Luschka, niemiecki anatom (zm. 1875)
- 1824:
  - Alexandre Dumas (syn), francuski pisarz (zm. 1895)
  - Ludwik Ostaszewski, polski działacz niepodległościowy, oficer, powstaniec wielkopolski i styczniowy (zm. ok. 1900)
- 1829:
  - Jean-Pierre Boyer, francuski duchowny katolicki, arcybiskup Bourges, kardynał (zm. 1896)
  - Anna Grobecker, niemiecka aktorka, śpiewaczka operowa (zm. 1908)
- 1831 – Michał Nowodworski, polski duchowny katolicki, biskup płocki (zm. 1896)
- 1832 – Đura Jakšić, serbski prozaik, dramaturg, malarz (zm. 1878)
- 1834 – Miguel Grau, peruwiański kontradmirał (zm. 1879)
- 1835 – Giosuè Carducci, włoski poeta, laureat Nagrody Nobla (zm. 1907)
- 1839 – Jan (Kratirow), rosyjski biskup prawosławny (zm. 1909)
- 1842 – Giovanni Cairoli, włoski rewolucjonista (zm. 1869)
- 1843 – Wołodymyr Chylak, ukraiński duchowny greckokatolicki, pisarz, publicysta (zm. 1893)
- 1846 – Teofila Radońska, polska publicystka konserwatywna, poetka, pedagog (zm. ok. 1913)
- 1848:
  - Loránd Eötvös, węgierski matematyk, geofizyk, wykładowca akademicki, polityk (zm. 1919)
  - Hans Hoffmann, niemiecki pisarz, pedagog (zm. 1909)
  - Victor Noir, francuski dziennikarz pochodzenia żydowskiego (zm. 1870)
  - Vladimir de Pachmann, rosyjski pianista pochodzenia austriacko-tureckiego (zm. 1933)
  - Filip Smaldone, włoski duchowny katolicki, święty (zm. 1923)
  - Borys Stürmer, rosyjski polityk pochodzenia niemieckiego (zm. 1917)
- 1849:
  - Eugeniusz Korbut, polski generał armii rosyjskiej (zm. 1930)
  - Leopold Julian Kronenberg, polski finansista, bankier, działacz gospodarczy pochodzenia żydowskiego (zm. 1937)
- 1853 – Władimir Korolenko, rosyjski pisarz, dziennikarz, publicysta, działacz społeczny pochodzenia ukraińsko-polskiego (zm. 1921)
- 1855 – Adolf Świda, polski ziemianin, polityk, poseł na Sejm Ustawodawczy (zm. 1922)
- 1856 – Wacław Łopuszyński, polski inżynier, konstruktor parowozów (zm. 1929)
- 1857:
  - José Celso Barbosa, portorykański lekarz, socjolog, polityk (zm. 1921)
  - Ernest Alfred Wallis Budge, brytyjski egiptolog, orientalista, filolog (zm. 1934)
- 1858 – George Lyon, kanadyjski golfista (zm. 1938)
- 1859 – Tadeusz Wiktor, polski generał porucznik (zm. 1922)
- 1861 – Justyn Bonawentura Pranajtis, litewski duchowny katolicki, hebraista, znawca Talmudu (zm. 1917)
- 1864 – Stanisław Rzewuski, polski i francuski powieściopisarz, dramatopisarz, hrabia (zm. 1913)
- 1867 – Enrique Granados, hiszpański kompozytor, pianista (zm. 1916)
- 1869 – Artur Glisczyński, polski dziennikarz, publicysta, poeta (zm. 1910)
- 1870:
  - Hilaire Belloc, brytyjski pisarz pochodzenia francuskiego (zm. 1953)
  - Jan Mirosław Peszke, polski malarz, ilustrator (zm. 1949)
  - Percy O’Reilly, brytyjski gracz w polo pochodzenia irlandzkiego (zm. 1942)
- 1871:
  - Robert Gustav Piesch, niemiecki nauczyciel, dziennikarz, polityk, poseł na Sejm RP (zm. 1954)
  - Ernst Zermelo, niemiecki matematyk (zm. 1953)
- 1873 – Maciej Mikołaj Radziwiłł, polski ziemianin, działacz gospodarczy, polityk (zm. 1920)
- 1875 – Theodorus van Roosmalen, holenderski duchowny katolicki, wikariusz apostolski Gujany Holenderskiej (zm. 1957)
- 1876:
  - Zygmunt Batowski, polski historyk sztuki, muzeolog (zm. 1944)
  - Luigi Volta, włoski astronom, matematyk (zm. 1952)
- 1877 – Ernst von Dohnányi, węgierski kompozytor, pianista (zm. 1960)
- 1878 – Iwane Matsui, japoński generał, zbrodniarz wojenny (zm. 1948)
- 1879:
  - Władysław Kiernik, polski polityk, działacz ludowy (zm. 1971)
  - Stanisław Ligoń, polski pisarz, malarz, ilustrator, działacz kulturalny i narodowy, reżyser, aktor (zm. 1954)
- 1880 – Giovanni Canova, włoski szpadzista (zm. 1960)
- 1881 – Hans Fischer, niemiecki biochemik, laureat Nagrody Nobla (zm. 1945)
- 1882:
  - Donald Crisp, brytyjski aktor, reżyser filmowy (zm. 1974)
  - Geoffrey de Havilland, brytyjski pionier lotnictwa (zm. 1965)
- 1885 – Jan Piotr Mrozek, polski działacz narodowy, powstaniec śląski (zm. 1941)
- 1886:
  - Adam Korytowski, polski generał brygady (zm. 1942)
  - Ernst May, niemiecki architekt, urbanista (zm. 1970)
- 1890:
  - Jacques Forestier, francuski rugbysta, reumatolog, internista (zm. 1978)
  - Armas Taipale, fiński lekkoatleta, dyskobol (zm. 1976)
- 1891 – Kazimierz Trzciński, polski podpułkownik kawalerii (zm. 1979)
- 1892:
  - Kathi Meyer-Baer, amerykańska muzykolog pochodzenia niemieckiego (zm. 1977)
  - Edward Niedzielski, polski oficer, kawaler Orderu Virtuti Militari (zm. ?)
- 1893:
  - Francisco Prada Carrera, brazylijski duchowny katolicki, biskup Uruaçu (zm. 1995)
  - Nina Pietrowa, radziecka sportsmenka, starszy sierżant, strzelczyni wyborowa (zm. 1945)
- 1894:
  - Sebastian Chorzewski, polski lekarz, powstaniec śląski, komendant główny Związku Polski Niepodległej (zm. 1940)
  - Jerzy Potulicki, polski hrabia, rotmistrz, bobsleista (zm. 1950)
- 1895 – Casimiro Florencio Granzow de la Cerda, hiszpański dyplomata, przedsiębiorca, publicysta pochodzenia polskiego (zm. 1968)
- 1896:
  - Zygmunt Otto, polski piłkarz, trener (zm. 1961)
  - Natalia Szymańska, polska aktorka (zm. 1975)
  - Maurine Dallas Watkins, amerykańska dramatopisarka, scenarzystka filmowa (zm. 1969)
- 1897 – Adolfo Baloncieri, włoski piłkarz (zm. 1986)
- 1898:
  - Renato Balestrero, włoski kierowca wyścigowy (zm. 1948)
  - Piotr Bogdanowicz, radziecki generał major (zm. 1955)
- 1899:
  - Jadwiga Długoborska, polska nauczycielka, działaczka społeczna i charytatywna, uczestniczka konspiracji antyhitlerowskiej (zm. 1944)
  - Jan Mertka, polski robotnik, uczestnik powstania wielkopolskiego (zm. 1918)
  - Stanisław Waupszasow, radziecki oficer wywiadu (zm. 1976)
- 1900:
  - Kanut, książę duński (zm. 1976)
  - Charles Vidor, amerykański reżyser filmowy pochodzenia węgierskiego (zm. 1959)
  - Jakub Wajda, polski kapitan piechoty (zm. 1940)
- 1902:
  - Jarosław Hałan, ukraiński prozaik, dramaturg, publicysta, działacz komunistyczny (zm. 1949)
  - Eberhard Vogdt, estoński żeglarz sportowy (zm. 1964)
- 1903 – Nikołaj Czerkasow, rosyjski aktor (zm. 1966)
- 1904:
  - Kenneth Bainbridge, amerykański fizyk jądrowy  (zm. 1996)
  - Oskar Lange, polski ekonomista, polityk, poseł na Sejm PRL, agent wywiadu sowieckiego (zm. 1965)
- 1905:
  - Klemens Dunin-Kęplicz, polski prawnik, dziennikarz, publicysta, pisarz, tłumacz, nauczyciel akademicki (zm. 1973)
  - Wacław Wagner, polski dziennikarz (zm. 1980)
- 1906:
  - Stefan Długołęcki, polski żołnierz (zm. 1948)
  - Jerzy Giedroyc, polski publicysta, polityk, działacz emigracyjny, wydawca (zm. 2000)
  - Maria Pilar Izquierdo Albero, hiszpańska zakonnica, błogosławiona (zm. 1945)
- 1907:
  - Kajetan Boratyński, polski kapitan obserwator, entomolog (zm. 1980)
  - Rafał Glücksman, polski wydawca, historyk sztuki pochodzenia żydowskiego (zm. 1962)
  - Mikołaj Holc, polski duchowny prawosławny, męczennik pochodzenia niemieckiego (zm. 1944)
  - Petar Lubarda, serbski malarz (zm. 1974)
  - Gjon Shllaku, albański franciszkanin, więzień sumienia, błogosławiony (zm. 1946)
  - Gregory Vlastos, amerykański historyk filozofii starożytnej pochodzenia greckiego (zm. 1991)
- 1908:
  - Joseph Mitchell, amerykański pisarz (zm. 1996)
  - Torsten Ullman, szwedzki strzelec sportowy (zm. 1993)
- 1909:
  - Rachel Cabari, izraelska polityk (zm. 1995)
  - Jan Przanowski, polski ekonomista (zm. 1980)
  - George Saling, amerykański lekkoatleta, płotkarz (zm. 1933)
  - Stanisław Urbańczyk, polski językoznawca, członek komitetu redakcyjnego Słownika staropolskiego (zm. 2001)
- 1910:
  - Julien Gracq, francuski pisarz (zm. 2007)
  - Wanda Komar, polska posiadaczka ziemska, lekkoatletka, kulomiotka (zm. 1988)
  - Lupita Tovar, meksykańska aktorka (zm. 2016)
  - Rejzl Żychlińska, polska poetka pochodzenia żydowskiego (zm. 2001)
- 1911:
  - Władysław Głuchowski, polski anarchosyndykalista, nauczyciel (zm. 1941)
  - Marta Koszówna, polska działaczka ruchu oporu, kurierka ZWZ (zm. 1944)[3]
  - Nikołaj Kuzniecow, radziecki oficer kontrwywiadu oraz wywiadu i dywersji GUGB/NKWD/NKGB (zm. 1944)
  - Robert Marjolin, francuski ekonomista, polityk, eurokomisarz (zm. 1986)
- 1912 – Stanisław Łukawski, polski przewodnik turystyczny (zm. 2003)
- 1913 – Adam Fastnacht, polski historyk, wykładowca akademicki (zm. 1987)
- 1914 – Giuseppe Baldo, włoski piłkarz (zm. 2007)
- 1915:
  - Mario Del Monaco, włoski śpiewak operowy (tenor) (zm. 1982)
  - Nikołaj Diemientjew, rosyjski piłkarz, trener (zm. 1994)
  - Willy Johannmeyer, niemiecki major (zm. 1970)
- 1916:
  - Asfa Uesen, cesarz Etiopii na wygnaniu (zm. 1997)
  - Keenan Wynn, amerykański aktor (zm. 1986)
- 1917 – Bourvil, francuski aktor, śpiewak (zm. 1970)
- 1918:
  - Jacques Bertin, francuski geograf, kartograf (zm. 2010)
  - Leonard Rose, amerykański wiolonczelista pochodzenia żydowskiego (zm. 1984)
- 1919:
  - Jack Goody, brytyjski antropolog społeczny (zm. 2015)
  - Boris Konoplow, radziecki polityk (zm. 2008)
- 1920:
  - Zbigniew Badura, polski konstruktor lotniczy, szybownik
  - Olivier Guichard, francuski polityk (zm. 2004)
  - Bronisław Radlak, polski historyk (zm. 1996)
- 1921:
  - Jonas Kubilius, litewski matematyk, wykładowca akademicki (zm. 2011)
  - Rodolfo de Zorzi, argentyński piłkarz (zm. 1995)
- 1922:
  - Adolfo Celi, włoski aktor (zm. 1986)
  - Norman Lear, amerykański scenarzysta i producent filmowy (zm. 2023)
  - Andrzej Seyfried, polski profesor medycyny (zm. 2009)
- 1923:
  - Ray Boone, amerykański baseballista (zm. 2004)
  - Masutatsu Ōyama, japoński karateka pochodzenia koreańskiego (zm. 1994)
- 1924:
  - Witold Armon, polski etnolog, wykładowca akademicki (zm. 2002)
  - John Hansen, duński piłkarz (zm. 1990)
  - Albin Nyamoya, burundyjski weterynarz, polityk, premier Burundi (zm. 2001)
  - Pier Luigi Romita, włoski inżynier, wykładowca akademicki, polityk (zm. 2003)
  - Otar Taktakiszwili, gruziński kompozytor (zm. 1989)
- 1925:
  - Zygmunt Jezierski, polski porucznik NSZ (zm. 1949)
  - Kazimierz Kocyłowski, polski uczestnik podziemia antykomunistycznego (zm. 2005)
  - Aleksandr Kosmodiemjanski, radziecki starszy porucznik (zm. 1945)
  - Luis Martínez, hiszpański bokser (zm. 2008)
  - Imo Moszkowicz, niemiecki reżyser filmowy, aktor pochodzenia żydowskiego (zm. 2011)
  - Alfred Przydatek, polski polityk. poseł na Sejm PRL (zm. 1990)
  - Józef Szymański, polski nauczyciel, polityk, poseł na Sejm PRL
- 1926:
  - Paweł Beylin, polski socjolog muzyki, publicysta, tłumacz (zm. 1971)
  - Sadegh Chalchali, irański duchowny szyicki (zm. 2003)
  - Stanisław Czaderski, polski aktor (zm. 2014)
- 1927:
  - Jurij Denisiuk, rosyjski fizyk, wykładowca akademicki (zm. 2006)
  - Pierre Granier-Deferre, francuski reżyser filmowy (zm. 2007)
  - Dawid Rubinowicz, żydowski chłopiec, autor pamiętników (zm. 1942)
  - Alojzy Sroga, polski major, chemik, pisarz, publicysta (zm. 1980)
  - Heinz Wewers, niemiecki piłkarz, trener (zm. 2008)
- 1928:
  - Antoni Jakubowski, polski motorowodniak, motocyklista (zm. 2015)
  - Joseph Kittinger, amerykański pilot wojskowy, skoczek spadochronowy, baloniarz (zm. 2022)
  - Karl Mai, niemiecki piłkarz, trener (zm. 1993)
  - Roman Węgrzyn, polski śpiewak operowy i operetkowy (tenor)
- 1929:
  - Ludwik Bielawski, polski muzykolog, teoretyk muzyki (zm. 2024)
  - Lyall Dagg, kanadyjski curler (zm. 1975)
  - Harvey Fuqua, amerykański piosenkarz, kompozytor, producent muzyczny (zm. 2010)
  - Józef Hermanowicz, polski przedsiębiorca, polityk, poseł na Sejm RP (zm. 2018)
  - Jack Higgins, brytyjski pisarz (zm. 2022)
- 1930:
  - Óscar Rossi, argentyński piłkarz (zm. 2012)
  - Naum Szopow, bułgarski aktor (zm. 2012)
  - Andy White, brytyjski perkusista, członek zespołu The Beatles (zm. 2015)
  - Shirley Williams, brytyjska polityk, minister edukacji i nauki (zm. 2021)
- 1931:
  - Rajmund Jakubowicz, polski aktor (zm. 2004)
  - Marek Sanecki, polski lekarz (zm. 2023)
  - Jerry Van Dyke, amerykański aktor (zm. 2018)
- 1932:
  - Beverly Byron, amerykańska polityk (zm. 2025)
  - Damir Kalogjera, chorwacki językoznawca, wykładowca akademicki (zm. 2023)
- 1933:
  - Marlene Ahrens, chilijska lekkoatletka, oszczepniczka (zm. 2020)
  - Stanisław Jędryka, polski reżyser i scenarzysta filmowy (zm. 2019)
  - Stanley Schlarman, amerykański duchowny katolicki, biskup Dodge City (zm. 2025)
  - Alfred Wawrzyniak, polski dziennikarz, polityk, poseł na Sejm PRL (zm. 2020)
- 1934:
  - Jim Elder, kanadyjski jeździec sportowy
  - Robin Leamy, nowozelandzki duchowny katolicki, biskup pomocniczy Auckland, biskup diecezjalny Rarotonga (zm. 2022)
- 1935:
  - Lidia Białoń, polska ekonomistka (zm. 2018)
  - Gioacchino Illiano, włoski duchowny katolicki, biskup Nocera Inferiore-Sarno (zm. 2020)
  - Zbigniew Ruciński, polski poeta (zm. 1993)
- 1936:
  - Siegbert Alber, niemiecki prawnik, polityk (zm. 2021)
  - Māris Liepa, łotewski tancerz baletowy (zm. 1989)
  - Rafael Palmero, hiszpański duchowny katolicki, biskup Orihuela-Alicante (zm. 2021)
- 1937:
  - Anna Dawson, brytyjska aktorka
  - Don Galloway, amerykański aktor (zm. 2009)
  - Mirko Marjanović, serbski polityk, premier Serbii (zm. 2006)
- 1938:
  - Isabelle Aubret, francuska piosenkarka
  - Gary Gygax, amerykański pisarz, autor gier fabularnych (zm. 2008)
  - Zofia Turosz, polska lekkoatletka, biegaczka, maratonka i chodziarka
- 1939:
  - Mario Ashiku, albański aktor, reżyser filmowy
  - Jehuda Ben-Me’ir, izraelski psycholog, wykładowca, polityk
  - Emil Biela, polski poeta, prozaik (zm. 2021)
  - Peppino di Capri, włoski piosenkarz, kompozytor
  - Michael Longley, irlandzki poeta (zm. 2025)
  - Alain Maréchal, francuski kolarz torowy
  - François Thibodeau, kanadyjski duchowny katolicki, biskup Edmundston
  - Gabriela Vránová, czeska aktorka, felietonistka (zm. 2018)
- 1940:
  - Pina Bausch, niemiecka choreografka, tancerka (zm. 2009)
  - Eduard Guszczin, rosyjski lekkoatleta, kulomiot (zm. 2011)
  - Lothar Herbst, polski poeta, krytyk literacki, dziennikarz, działacz opozycji antykomunistycznej pochodzenia niemieckiego (zm. 2000)
  - James Kim Ji-seok, południowokoreański duchowny katolicki, biskup Wonju
  - Bharati Mukherjee, amerykańska pisarka pochodzenia bengalskiego (zm. 2017)
- 1941:
  - John Corriveau, kanadyjski duchowny katolicki, biskup Nelson
  - Johannes Fritsch, niemiecki kompozytor, altowiolista (zm. 2010)
  - Halina Kowalska, polska aktorka
  - Zlatko Škorić, chorwacki piłkarz, bramkarz, trener (zm. 2019)
- 1942:
  - Karl Link, niemiecki kolarz szosowy i torowy
  - John McMurry, amerykański chemik
  - Dennis Ralston, amerykański tenisista (zm. 2020)
  - Bronisław Urban, polski pedagog (zm. 2014)
- 1943:
  - Theodore Boronovskis, australijski judoka pochodzenia łotewskiego
  - John Button, brytyjski kierowca rallycrossowy (zm. 2014)
  - Max Jean, francuski kierowca wyścigowy
  - Luis Antonio Sánchez Armijos, ekwadorski duchowny katolicki, biskup Machala
- 1944:
  - Zbigniew Antoszewski, polski przedsiębiorca, polityk, senator RP
  - Quentin Dean, amerykańska aktorka (zm. 2003)
  - Ignacy Dec, polski duchowny katolicki, biskup świdnicki
  - Bobbie Gentry, amerykańska piosenkarka, autorka tekstów
- 1945:
  - Krzysztof Bazylow, polski dziennikarz i działacz sportowy (zm. 2016)
  - Bárbara Dührkop Dührkop, hiszpańska nauczycielka, polityk pochodzenia niemieckiego
  - Roger Foys, amerykański duchowny katolicki, biskup Covington
  - Bożidar Grigorow, bułgarski piłkarz
  - Alina Wiśniewska, polska polityk, poseł na Sejm PRL
  - Maria Wollenberg-Kluza, polska malarka, kuratorka wystaw
- 1946:
  - Rade Šerbedžija, serbski aktor
  - Jan Szurmiej, polski aktor, reżyser, inscenizator, choreograf pochodzenia żydowskiego (zm. 2024)
- 1947:
  - Mack Calvin, amerykański koszykarz, trener
  - Benvindo Sequeira, brazylijski aktor
  - Gijjora Spiegel, izraelski piłkarz, trener
  - Krystyna Tesarz, polska aktorka
  - Wiesław Władyka, polski dziennikarz, literaturoznawca, historyk prasy
- 1948:
  - Peggy Fleming, amerykańska łyżwiarka figurowa
  - Snyder Rini, salomoński ekonomista, polityk, minister finansów, premier Wysp Salomona (zm. 2025)
  - Hans Rosling, szwedzki naukowiec (zm. 2017)
  - Jadwiga Stokarska, polska polityk, senator RP
- 1949:
  - Jaroslav Brabec, czeski lekkoatleta, kulomiot (zm. 2018)
  - Włodzimierz Kleszcz, polski dziennikarz i producent muzyczny, propagator muzyki folk i world music
  - Robert Rankin, brytyjski pisarz science fiction
- 1950:
  - Dieter Berkmann, niemiecki kolarz torowy
  - Sergej Kozlík, słowacki polityk, minister finansów, wicepremier, eurodeputowany
  - Krzysztof Wroczyński, polski filozof prawa, etyk, eurodeputowany
- 1951:
  - Bernardo Atxaga, baskijski pisarz
  - Kunegunda Godawska, polska kajakarka
  - Anne-Marie Idrac, francuska prawnik, menedżer, polityk
  - Genadiusz (Limuris), grecki biskup prawosławny, metropolita Sasimy (zm. 2022)
  - Piotr Marniok, polski hokeista (zm. 2017)
  - Kazuo Saitō, japoński piłkarz
  - Jerzy Ulczyński, polski wioślarz, trener
- 1952:
  - Marvin Barnes, amerykański koszykarz (zm. 2014)
  - Danuta Fidusiewicz, polska gimnastyczka
  - Chiyoshi Kubo, japoński kolarz torowy
  - Ellen Streidt, niemiecka lekkoatletka, sprinterka
- 1953:
  - Anna Antkiewicz, polska geolog, taterniczka, grotołazka (zm. 2004)
  - Eibhlis Farrell, irlandzka kompozytorka, pedagog
  - Gus Gerard, amerykański koszykarz
  - Bożenna Hołownia, polska geografka, polityk, posłanka na Sejm RP
  - Pedro López Quintana, hiszpański duchowny katolicki, arcybiskup, nuncjusz apostolski
  - Dimitris Siluris, cypryjski inżynier, polityk
- 1954:
  - Philippe Alliot, francuski kierowca wyścigowy
  - Włodzisław Duch, polski fizyk, informatyk
  - Peter Mueller, amerykański łyżwiarz szybki
  - Mariko Yoshida, japońska siatkarka
- 1955:
  - Jerzy Margański, polski filozof, dyplomata
  - Aline Pailler, francuska dziennikarka, polityk
  - Peter Ward, angielski piłkarz
- 1956:
  - Garry Birtles, angielski piłkarz, trener
  - Lacy Clay, amerykański polityk, kongresman
  - Jouko Karjalainen, fiński kombinator norweski
  - Zlatan Saračević, jugosłowiański lekkoatleta, kulomiot
- 1957:
  - Gérald Lacroix, kanadyjski duchowny katolicki, arcybiskup Quebecu, prymas Kanady, kardynał
  - Barbara Lauks, polska aktorka
  - Hansi Müller, niemiecki piłkarz
  - Gunter Schmieder, niemiecki kombinator norweski
- 1958:
  - Christopher Dean, brytyjski łyżwiarz figurowy
  - Stanisław Gorczyca, polski samorządowiec, polityk, poseł na Sejm i senator RP
  - Kari Ristanen, fiński biegacz narciarski
  - Barbara Rudnik, niemiecka aktorka (zm. 2009)
  - Stefan Szymutko, polski eseista, historyk literatury (zm. 2009)
- 1959:
  - Magdi Abdelghani, egipski piłkarz
  - Sergio Berlato, włoski polityk
  - Piotr Konitz, polski piłkarz ręczny, trener
  - Keijo Kousa, fiński piłkarz
  - Marek Sierocki, polski dziennikarz muzyczny, prezenter telewizyjny, konferansjer
  - Carlos Vila Nova, saotomejski polityk, prezydent Wysp Świętego Tomasza i Książęcej
  - Andrzej Zyguła, polski ekonomista, samorządowiec, burmistrz Otwocka
- 1960:
  - Jo Durie, brytyjska tenisistka
  - Wojciech Królik, polski koszykarz
  - Karol Maliszewski, polski pisarz, krytyk literacki
- 1961:
  - Massimo Brunelli, włoski kolarz szosowy i torowy
  - Daniel Burbank, amerykański pilot wojskowy, inżynier, astronauta
  - Waldemar Prusik, polski piłkarz
  - Jim Scherr, amerykański zapaśnik
  - William Scherr, amerykański zapaśnik
  - Rebecca Staab, amerykańska aktorka
  - Dariusz Szlachetko, polski botanik
  - Claudio Vandelli, włoski kolarz szosowy i przełajowy
- 1962:
  - Neil Brooks, australijski pływak
  - Sandra Gasser, szwajcarska lekkoatletka, biegaczka średniodystansowa
  - Janek Ledecký, czeski piosenkarz, gitarzysta, kompozytor
  - Marzena Manteska, polska aktorka
  - Fevzi Şeker, turecki zapaśnik
- 1963:
  - Heini Baumgartner, szwajcarski narciarz dowolny
  - Goran Maksimović, serbski strzelec sportowy
- 1964:
  - John Alcorn, brytyjski kierowca wyścigowy
  - Dave Brat, amerykański ekonomista, polityk, kongresman
  - Rex Brown, amerykański basista, członek zespołu Pantera
  - Marek Długozima, polski polityk, samorządowiec, burmistrz Trzebnicy
  - Roman Gruszecki, polski piłkarz, trener
  - Yoshiyuki Katō, japoński piłkarz
  - Andrzej Kramarz, polski fotograf, dokumentalista
  - Joanna Majdan, polska judoczka
  - Cezary Mik, polski prawnik, wykładowca akademicki
  - Marek Sira, polski lekkoatleta, sprinter
  - Anna Żaczek, polska lekkoatletka, dyskobolka
- 1965:
  - José Luis Chilavert, paragwajski piłkarz, bramkarz
  - Aleksander Czerwoński, polski szachista, trener i działacz szachowy
  - Trifon Iwanow, bułgarski piłkarz (zm. 2016)
  - José Morais, portugalski piłkarz, trener
  - Vesa Ylinen, fiński żużlowiec
- 1966:
  - Bruno Carabetta, francuski judoka
  - Tamás Deutch, węgierski prawnik, polityk
  - Lucyna Malec, polska aktorka, piosenkarka
  - Stanisław Tarasienko, rosyjski lekkoatleta, skoczek w dal
- 1967:
  - Rahul Bose, indyjski aktor, scenarzysta filmowy, działacz społeczny
  - Yannick Jadot, francuski działacz ekologiczny, polityk
  - Napa Kiatwanchai, tajski bokser
  - Beata Maksymow, polska judoczka (zm. 2024)
  - Sasha Mitchell, amerykański aktor
  - Joan Ridao, kataloński prawnik, politolog, polityk
  - Craig Wolanin, amerykański hokeista
- 1968:
  - Maria Grazia Cucinotta, włoska aktorka, modelka
  - Cliff Curtis, nowozelandzki aktor, producent filmowy
  - Katarzyna Górna, polska aktorka
  - Samuel Matete, zambijski lekkoatleta, płotkarz
  - Julian McMahon, australijski aktor (zm. 2025)
  - Ricardo Rosset, brazylijski kierowca wyścigowy
  - Sven Rühr, niemiecki bobsleista
  - Jorge Salinas, meksykański aktor
  - Katharina Sutter, szwajcarska bobsleistka
- 1969:
  - Dacian Cioloș, rumuński inżynier rolnictwa, polityk, eurokomisarz, premier Rumunii
  - Alison Dunlap, amerykańska kolarka górska
  - Alessandro Esseno, włoski pianista, kompozytor
  - Tomasz Franaszek, polski kajakarz
  - Pavel Hapal, czeski piłkarz, trener
  - Triple H, amerykański zapaśnik
- 1970:
  - Nikolaj Coster-Waldau, duński aktor
  - Gustavo Montini, argentyński duchowny katolicki, biskup Santo Tomé
  - Jan Heba, polski aktor
  - Stephan Veen, holenderski hokeista na trawie
- 1971:
  - Alessandro Bertolini, włoski kolarz szosowy
  - Aleksander Fedorowicz, polski dyplomata, poliglota, tłumacz (zm. 2010)
  - Aleksiej Kobielew, rosyjski biathlonista
  - Lehlohonolo Ledwaba, południowoafrykański bokser (zm. 2021)
  - Eric Martsolf, amerykański aktor telewizyjny, piosenkarz, model
  - Paul Meier, niemiecki lekkoatleta, wieloboista
  - Marek Michalak, polski pedagog, działacz społeczny, Rzecznik Praw Dziecka
  - Davor Rogić, chorwacki szachista
  - Tomasz Szklarski, polski szpadzista (zm. 2014)
  - Sajeeb Wazed, bangladeski polityk
- 1972:
  - Grzegorz Kajdanowicz, polski dziennikarz i prezenter telewizyjny
  - Clint Robinson, australijski kajakarz
  - Takashi Shimizu, japoński reżyser filmowy
  - Dorota Świeniewicz, polska siatkarka
- 1973:
  - Cassandra Clare, amerykańska pisarka
  - Piotr Dudek, polski judoka
  - David Oteo, meksykański piłkarz
  - Jacek Tomczak, polski prawnik, polityk, poseł na Sejm RP
- 1974:
  - Diletta Giampiccolo, włoska zapaśniczka
  - Takehiro Hira, japoński piłkarz
  - Hok Sochetra, kambodżański piłkarz, trener
  - Sandra Klose, niemiecka kolarka górska
  - Krystyna Leśkiewicz, polska gimnastyczka artystyczna
  - Zbigniew Rau, polski policjant, politolog, urzędnik państwowy (zm. 2020)
  - Damián Rodríguez, urugwajski piłkarz
- 1975:
  - Niels Kurvin, niemiecki aktor, reżyser telewizyjny i filmowy
  - Elise Laverick, brytyjska wioślarka
  - Angela Maurer, niemiecka pływaczka
  - Alessandro Pistone, włoski piłkarz
  - Alex Rodriguez, amerykański baseballista pochodzenia dominikańskiego
  - Verena von Strenge, niemiecka tancerka, wokalistka
- 1976:
  - Seamus Dever, amerykański aktor
  - Susanna Georgi, duńska piosenkarka, prezenterka telewizyjna
  - Marián Jirout, czeski żużlowiec
  - Joanna Karpowicz, polska autorka komiksów, malarka
  - Mwadi Mabika, kongijska koszykarka
  - Fernando Ricksen, holenderski piłkarz (zm. 2019)
- 1977:
  - Jean-David Bernard, francuski wioślarz
  - Pedro Fernández, wenezuelski piłkarz
  - Marlon Muraguti, brazylijski siatkarz
  - Jonathan Rhys Meyers, irlandzki aktor, model
  - Danijel Šarić, serbsko-katarski piłkarz ręczny, bramkarz
  - Krisztián Veréb, węgierski kajakarz (zm. 2020)
- 1978:
  - Kristoffer Gildenlöw, szwedzki muzyk, kompozytor, wokalista, członek zespołów: Pain of Salvation, Dial, The Shadow Theory i Epysode
  - Magdalena Różczka, polska aktorka
  - Dmitrij Upper, kazachski hokeista pochodzenia niemieckiego
  - Tanja Wenzel, niemiecka aktorka
- 1979:
  - Jorge Arce, meksykański bokser
  - Eldo, polski raper
  - Joanna Gołuńska, polska koszykarka
  - Sidney Govou, francuski pisarz pochodzenia benińskiego
  - Krzysztof Napiórkowski, polski wokalista, muzyk, kompozytor, producent muzyczny
  - Marek Zając, polski dziennikarz, publicysta
- 1980:
  - Michaił Bałandin, rosyjski hokeista (zm. 2011)
  - Allan Davis, australijski kolarz szosowy
  - Francine De Paola, włoska zapaśniczka
  - Daniel Ponce de León, meksykański bokser
  - Delan Peewski, bułgarski przedsiębiorca, polityk
  - Wioletta Szkudlarek, polska siatkarka
- 1981:
  - Dejan Damjanović, czarnogórski piłkarz
  - Carol Gattaz, brazylijska siatkarka
  - Theo Janssen, holenderski piłkarz
  - Dan Jones, brytyjski pisarz, historyk, dziennikarz
  - Krystofer Kolanos, kanadyjski hokeista pochodzenia polskiego
  - Natalia Lesz, polska piosenkarka, aktorka
  - Li Xiaopeng, chiński gimnastyk
  - Jordan Todorow, bułgarski piłkarz
  - Rafael Verga, brazylijski model
  - Paul Williams, amerykański bokser
  - Robert Witka, polski koszykarz
- 1982:
  - Monika Czypiruk-Solarewicz, polska siatkarka
  - Gévrise Émane, francuska judoczka pochodzenia kameruńskiego
  - Nestroy Kizito, ugandyjski piłkarz
  - Rebecca, szwedzka piosenkarka
  - Amanda Smock, amerykańska lekkoatletka, trójskoczkini
- 1983:
  - Seema Antil, hinduska lekkoatletka, dyskobolka
  - Lorik Cana, albański piłkarz
  - Joanna Gryga, polska aktorka
  - Goran Pandew, macedoński piłkarz
  - Blair Redford, amerykański aktor
  - Wacław Zimpel, polski klarnecista
- 1984:
  - Walter Gargano, urugwajski piłkarz
  - Willy Kanis, holenderska kolarka torowa i BMX
  - Lü Xiaojun, chiński sztangista
  - Max Scherzer, amerykański baseballista
  - Taylor Schilling, amerykańska aktorka
- 1985:
  - Santa Dreimane, łotewska koszykarka
  - Babanco, kabowerdyjski piłkarz
  - Ludmyła Bałuszka, ukraińska zapaśniczka
  - Mamadou Coulibaly, malijski piłkarz
  - Dariusz Popiela, polski kajakarz górski
- 1986:
  - François Braud, francuski kombinator norweski
  - DeMarre Carroll, amerykański koszykarz
  - Nathan Stephenson, kanadyjski aktor
- 1987:
  - Hripsime Churszudian, ormiańska sztangistka
  - Thomas Enevoldsen, duński piłkarz
  - Ryan Flaherty, amerykański baseballista
  - Marek Hamšík, słowacki piłkarz
  - Jordan Hill, amerykański koszykarz
  - Natalia Januszko, polska stewardesa (zm. 2010)
  - Ewa Knioła, polska judoczka
  - Arulnithi Tamilarasu, indyjski aktor
  - Liza Tzschirner, niemiecka aktorka
  - Vishnu Vardhan, indyjski tenisista
- 1988:
  - Aramis Álvarez Pedraza, kubański szachista
  - Schillonie Calvert, jamajska lekkoatletka, sprinterka
  - Konstantin Engel, kazachski piłkarz pochodzenia niemieckiego
  - Najif Hazzazi, saudyjski piłkarz
  - Natalia Sakowska, polska brydżystka
- 1989:
  - Charlotte Arnold, kanadyjska aktorka
  - Mohamed Bangura, sierraleoński piłkarz
  - Henrik Dalsgaard, duński piłkarz
  - Sony Norde, haitański piłkarz
  - Natalia Partyka, polska tenisistka stołowa
- 1990:
  - Sokol Cikalleshi, albański piłkarz
  - Indiana Evans, australijska aktorka
  - Robert Gawron, polski judoka
  - Paolo Hurtado, peruwiański piłkarz
  - Glory Johnson, amerykańska koszykarka
  - Tatiana Jusino, portorykańska siatkarka
  - Cheyenne Kimball, amerykańska piosenkarka, gitarzystka
  - Gerek Meinhardt, amerykański florecista
  - Silvia Pisano, włoska piłkarka
  - David Storl, niemiecki lekkoatleta, kulomiot
  - Helgi Ziska, farerski szachista
- 1991:
  - Cho Yoon-woo, południowokoreański aktor
  - Yuko Enomoto, japońska lekkoatletka, tyczkarka
  - Wasilij Parszyn, rosyjski zapaśnik
- 1992:
  - Ilie Cojocari, rumuński zapaśnik
  - Lee Min-goo, południowokoreański aktor
  - Angelika Kuras, polska koszykarka
  - Naïm Sliti, tunezyjski piłkarz
- 1993:
  - Omer Atzili, izraelski piłkarz
  - Sage Kotsenburg, amerykański snowboardzista
  - Jordan Loyd, amerykański koszykarz
  - Tamara Myers, bahamska lekkoatletka, skoczkini w dal
- 1994:
  - Süleyman Atlı, turecki zapaśnik
  - Marika Marlicka, polska lekkoatletka, wieloboistka
  - Jaroslav Mihalík, słowacki piłkarz
  - Lukas Spalvis, litewski piłkarz
  - Patricia Maria Țig, rumuńska tenisistka
- 1995:
  - Beyza Arıcı, turecka siatkarka
  - Agata Barwińska, polska żeglarka
  - Wiktor Poletajew, rosyjski siatkarz
  - Mercedes Russell, amerykańska koszykarka
- 1996 – Dawit Seyaum, etiopska lekkoatletka, biegaczka średniodystansowa
- 1997:
  - Alaa Abbas, iracki piłkarz
  - Rai Benjamin, amerykański lekkoatleta, płotkarz i sprinter pochodzenia antiguańsko-barbudzkiego
  - G’Angelo Hancock, amerykański zapaśnik
  - Hidayət Heydərov, azerski judoka
  - Sylwia Zyzańska, polska łuczniczka
- 1998:
  - Jay Clarke, brytyjski tenisista
  - Sciapan Puciła, białoruski bloger, reżyser, youtuber, muzyk, influencer, osobowość medialna
  - Przemysław Wiśniewski, polski piłkarz
- 2000:
  - Mascha Ballhaus, niemiecka judoczka
  - Seija Ballhaus, niemiecka judoczka
  - Krzysztof Hołub, polski lekkoatleta, sprinter i płotkarz
  - Yūri Ōkubo, japoński snowboardzista
  - Petros Tsitsipas, grecki tenisista
- 2001:
  - Miguel Gutiérrez, hiszpański piłkarz
  - Killian Hayes, francusko−amerykański koszykarz
  - Bora Jozef Stanicki, turecki siatkarz pochodzenia polskiego
- 2003:
  - Elvina Kalieva, amerykańska tenisistka
  - Máté Szolgai, słowacki piłkarz
- 2004 – Aleksandra Uzelac, serbska siatkarka
- 2005 – Franco Rossano, meksykański piłkarz
- 2006 – Alejandro Ararat, kolumbijski piłkarz

## Zmarli
- 305 – Święty Pantaleon, męczennik, uzdrowiciel (ur. ?)
- 432 – Celestyn I, papież, święty (ur. ?)
- 903 – Abdallah II ibn Ibrahim, emir z dynastii Aghlabidów w Ifrikiji (ur. ?)
- 1061 – Mikołaj II, papież (ur. ?)
- 1101 – Konrad Salicki, książę Dolnej Lotaryngii, król Niemiec i Włoch (ur. 1074)
- 1142 – Bertold z Garsten, niemiecki benedyktyn, święty (ur. ok. 1075)
- 1144 – Salomea z Bergu, hrabianka niemiecka, księżna polska (ur. ok. 1099)
- 1158 – Godfryd VI, hrabia Andegawenii, Maine i Nantes (ur. 1134)
- 1233 – Ferdynand, infant portugalski, hrabia Flandrii (ur. 1188)
- 1276 – Jakub I Zdobywca, król Aragonii (ur. 1208)
- 1304 – Andrzej III Aleksandrowicz, wielki książę włodzimierski (ur. 1255)
- 1320 – Heinrich von Plötzkau, wielki marszałek zakonu krzyżackiego (ur. ?)
- 1365 – Rudolf IV Założyciel, książę Austrii (ur. 1339)
- 1382 – Joanna I, królowa Neapolu, hrabina Prowansji, księżna Achai (ur. 1326)
- 1448 – Antonio Baratella, włoski poeta (ur. ok. 1385)
- 1480 – Leonardo Mansueti, włoski dominikanin, teolog (ur. 1414)
- 1510 – Giovanni Sforza, włoski kondotier (ur. 1466)
- 1523 – Cesare da Sesto, włoski malarz, rysownik (ur. 1477)
- 1525 – Guillén-Ramón de Vich y de Vallterra, hiszpański duchowny katolicki, biskup Barcelony, kardynał (ur. ?)
- 1582 – Filippo di Piero Strozzi, włoski kondotier (ur. 1541)
- 1589 – Diederik Jansz Graeff, holenderski kupiec, polityk (ur. 1532)
- 1597 – Jakub Wujek, polski jezuita, pisarz religijny, tłumacz, rektor Akademii Wileńskiej (ur. 1541)
- 1603 – Johann Twenger, niemiecki malarz, rytownik (ur. 1543)
- 1626 – Ludwik V Wierny, landgraf Hesji-Darmstadt (ur. 1577)
- 1632 – Antoine Coëffier de Ruzé, francuski dowódca wojskowy, dyplomata, marszałek Francji (ur. 1581)
- 1644 – Adam Olbracht Przyjemski, polski szlachcic, polityk (ur. 1590)
- 1662 – Valentin Thilo (młodszy), niemiecki teolog luterański, profesor retoryki, poeta religijny (ur. 1607)
- 1665 – Francesco del Cairo, włoski malarz (ur. 1607)
- 1675 – Henri de Turenne, francuski dowódca wojskowy, marszałek Francji (ur. 1611)
- 1697 – Dominik Mikołaj Radziwiłł, kanclerz wielki litewski (ur. 1643)
- 1727 – Jerzy Dominik Lubomirski, podkomorzy nadworny koronny, wojewoda krakowski, generał lejtnant (ur. ok. 1665)
- 1736 – Franciszek Czapski, polski szlachcic, kasztelan gdański (ur. ok. 1680)
- 1737 – Maria Magdalena Martinengo, włoska klaryska kapucynka, stygmatyczka, błogosławiona (ur. 1687)
- 1751 – Charles Beauclerk, brytyjski arystokrata, polityk (ur. 1696)
- 1759 – Pierre Louis Maupertuis, francuski matematyk, fizyk, filozof, astronom (ur. 1698)
- 1770 – Robert Dinwiddie, brytyjski administrator kolonialny (ur. 1693)
- 1783 – Johann Philipp Kirnberger, niemiecki kompozytor, klawesynista, skrzypek (ur. 1721)
- 1794 – Franciszka Grimaldi, członkini monakijskiej rodziny książęcej (ur. 1767)
- 1801 – Maksymilian Franciszek Habsburg, arcyksiążę, arcybiskup elektor Kolonii, wielki mistrz zakonu krzyżackiego (ur. 1756)
- 1802 – Michał Sierakowski, polski duchowny katolicki, biskup pomocniczy przemyski, biskup kamieniecki i latyczowski, konsyliarz konfederacji generalnej koronnej w konfederacji targowickiej (ur. 1748)
- 1812 – Klemens Wacław Wettyn, książę saski, królewicz polski, elektor i arcybiskup Trewiru, arcybiskup Fryzyngi, biskup Ratyzbony i Augsburga (ur. 1739)
- 1834 – Henry Bathurst, brytyjski arystokrata, polityk (ur. 1762)
- 1841 – Michaił Lermontow, rosyjski prozaik, poeta, dramaturg (ur. 1814)
- 1844 – John Dalton, brytyjski fizyk, chemik, meteorolog (ur. 1766)
- 1847:
  - Adam, hrabia Wirtembergii, dowódca wojskowy (ur. 1792)
  - Walerian Majkow, rosyjski krytyk literacki, publicysta (ur. 1823)
- 1853 – Ieyoshi Tokugawa, japoński siogun (ur. 1793)
- 1865:
  - Alphonse Henri d'Hautpoul, francuski polityk, premier Francji (ur. 1789)
  - Augustin-Norbert Morin, kanadyjski prawnik, sędzia, polityk (ur. 1803)
- 1873 – Fiodor Tiutczew, rosyjski poeta, dyplomata (ur. 1803)
- 1883 – Franz Doppler, austriacki kompozytor, flecista pochodzenia polsko-węgierskiego (ur. 1821)
- 1885 – Michał Gnoiński, polski ziemianin, adwokat, polityk, prezydent Lwowa (ur. 1806)
- 1892:
  - Robert Lowe, brytyjski polityk (ur. 1811)
  - Brunon Józef Szafarkiewicz, polski przyrodnik, nauczyciel, działacz społeczny (ur. 1821)
- 1899:
  - Tassilo von der Lasa, niemiecki szachista (ur. 1818)
  - Ludwik Turno, polski geolog (ur. 1823)
- 1901 – Antonio María Cascajares y Azara, hiszpański duchowny katolicki, arcybiskup metropolita Valladolid i arcybiskup metropolita-elekt Saragossy, kardynał (ur. 1834)
- 1902 – Aleksander Flatau, polski kupiec, filantrop pochodzenia żydowskiego (ur. 1836)
- 1903 – Lina Sandell, szwedzka pisarka, poetka (ur. 1832)
- 1907:
  - Aleksander Hirschberg, polski historyk, wykładowca akademicki pochodzenia niemieckiego (ur. 1847)
  - Willoughby Miller, amerykański stomatolog, bakteriolog (ur. 1853)
- 1909:
  - Kajetan Abgarowicz, polski dziennikarz, pisarz pochodzenia ormiańskiego (ur. 1856)
  - Max Runge, niemiecki ginekolog-położnik, wykładowca akademicki (ur. 1849)
- 1911 – Colmar Grünhagen, niemiecki historyk, wykładowca akademicki (ur. 1828)
- 1912 – Maria Grazia Tarallo, włoska zakonnica, stygmatyczka, błogosławiona (ur. 1866)
- 1914 – Bronisław Bandrowski, polski filozof, psycholog (ur. 1879)
- 1916 – Henri Doulcet, francuski duchowny katolicki, biskup nikopolski (ur. 1857)
- 1917 – Emil Theodor Kocher, szwajcarski chirurg, laureat Nagrody Nobla (ur. 1841)
- 1918:
  - Frederick Batten, brytyjski neurolog, pediatra (ur. 1865)
  - Jacques-Emile Sontag, francuski duchowny katolicki, misjonarz, arcybiskup Isfahanu w Iranie (ur. 1869)
  - Maggiorino Vigolungo, włoski uczeń, Sługa Boży (ur. 1904)
- 1919:
  - Charles Conrad Abbott, amerykański archeolog, przyrodnik, muzealnik (ur. 1843)
  - Matwij Hryhorjew, ukraiński ataman (ur. ok. 1885)
  - Antoni Karbowiak, polski pedagog, historyk oświaty i wychowania (ur. 1856)
- 1920 – Zdzisław Jakubowski, polski porucznik pilot (ur. 1900)
- 1922 – Wacław Wolski, polski inżynier, wynalazca, przedsiębiorca naftowy (ur. 1865)
- 1923 – Niccolò Marini, włoski kardynał (ur. 1843)
- 1924:
  - Ferruccio Busoni, włoski kompozytor, pianista, dyrygent, pedagog (ur. 1866)
  - Stefan Torma, polski podpułkownik taborów, działacz niepodległościowy (ur. 1881)
- 1925 – Bolesław Kościelski, polski duchowny katolicki, działacz społeczny (ur. 1871)
- 1929 – Raoul Pictet, szwajcarski fizyk, wykładowca akademicki (ur. 1846)
- 1931:
  - Auguste Forel, szwajcarski neurolog, psychiatra, neuroanatom, entomolog-myrmekolog, wykładowca akademicki (ur. 1848)
  - Jacques Herbrand, francuski matematyk (ur. 1908)
- 1932:
  - Josephine Crowell, amerykańska aktorka pochodzenia kanadyjskiego (ur. 1859)
  - Gizela Habsburg, arcyksiężniczka austriacka, księżniczka bawarska (ur. 1856)
  - Anna Lewicka z Lewickich, polska pisarka, dziennikarka (ur. 1852)
- 1934 – Louis Hubert Gonzalve Lyautey, francuski dowódca wojskowy, marszałek Francji, polityk (ur. 1854)
- 1935:
  - Stefan Kłusek, polski podporucznik obserwator (ur. 1904)
  - Aleksander Kremieniecki, polski porucznik pilot (ur. 1906)
  - Bronisław Michalski, polski poeta, prozaik (ur. 1903)
  - Tadeusz Odrowąż-Pieniążek, polski porucznik obserwator (ur. 1901)
- 1936:
  - Zachariasz Abadia Buesa, hiszpański salezjanin, męczennik, błogosławiony (ur. 1913)
  - Filip Hernández Martínez, hiszpański salezjanin, męczennik, błogosławiony (ur. 1913)
  - Teodor Illera del Olmo, hiszpański zakonnik, męczennik, błogosławiony (ur. 1883)
  - Àngel Rodamilans i Canals, hiszpański benedyktyn, kompozytor, męczennik, Sługa Boży (ur. 1874)
  - Stefan Surzycki, polski ekonomista rolny, wykładowca, polityk (ur. 1864)
  - Modest Vegas Vegas, hiszpański franciszkanin, męczennik, błogosławiony (ur. 1912)
- 1937:
  - Józef Budkiewicz, polski inżynier kolejowy (ur. 1861)
  - Hans Dahl, norweski malarz (ur. 1849)
  - Wilhelm von Waldow, niemiecki polityk (ur. 1856)
- 1938 – Tom Crean, irlandzki marynarz, podróżnik, badacz polarny (ur. 1877)
- 1939 – Stanisław Baczyński, polski pisarz, publicysta, krytyk i historyk literatury (ur. 1890)
- 1940:
  - Bohdan Alexandrowicz, polski urzędnik państwowy (ur. 1896)
  - Jan Tabaczyński, polski generał brygady (ur. 1878)
  - Bluey Wilkinson, australijski żużlowiec (ur. 1911)
- 1941:
  - Nikołaj Angarski, radziecki polityk, dyplomata, dziennikarz, krytyk literacki (ur. 1873)
  - Iwan Drożżyn, radziecki polityk (ur. 1891)
  - Walentin Grigorjew, radziecki major bezpieczeństwa publicznego (ur. 1902)
  - Mārtiņš Hartmanis, łotewski generał (ur. 1883)
  - Władimir Klimowskich, radziecki generał major (ur. 1895)
  - Boris Małyszew, radziecki starszy major bezpieczeństwa państwowego (ur. 1895)
- 1942:
  - Franciszek Buchalik, polski działacz konspiracyjny, uczestnik trzech powstań śląskich (ur. 1920)
  - Paweł Buchalik, polski działacz konspiracyjny (ur. 1922)
  - Farit Fatkulin, radziecki major pilot (ur. 1914)
  - Stanisław Ustyanowski, polski prawnik, polityk, kierownik resortu spraw wewnętrznych (ur. 1857)
- 1943:
  - Josef Jennewein, austriacko-niemiecki narciarz alpejski (ur. 1919)
  - Václav Láska, czeski geodeta, astronom, matematyk, wykładowca akademicki (ur. 1862)
  - Maria Klemensa Staszewska, polska urszulanka, męczennica, błogosławiona (ur. 1890)
- 1944:
  - Ada Kosmowska, polska aktorka (ur. 1871)
  - Perry McGillivray, amerykański piłkarz wodny, pływak (ur. 1893)
- 1945 – Feliks Pohorecki, polski historyk, mediewista, archiwista, pedagog (ur. 1890)
- 1946 – Gertrude Stein, amerykańska pisarka, poetka, feministka pochodzenia żydowskiego (ur. 1874)
- 1947:
  - Willi Arlt, niemiecki piłkarz, żołnierz (ur. 1919)
  - Józef Czajkowski, polski malarz, architekt, grafik, pedagog (ur. 1872)
  - Michaił Bondarienko, radziecki major pilot (ur. 1913)
- 1948 – Woolf Barnato, brytyjski finansista, kierowca wyścigowy, krykiecista (ur. 1895)
- 1949 – Vince Dundee, amerykański bokser (ur. 1907)
- 1950 – Emil Wollman, polski ichtiolog, wykładowca akademicki (ur. 1888)
- 1951 – Dmitrij Olejniczenko, radziecki podpułkownik pilot (ur. 1915)
- 1952 – Marian Antoni Pospieszalski, polski architekt i urbanista (ur. 1876)
- 1953 – Iwan Miasojedow, rosyjski malarz, cyrkowiec, sportowiec, fałszerz pieniędzy, portrecista, aktor, pisarz, współpracownik służb specjalnych III Rzeszy (ur. 1881)
- 1954 – Jacob Tullin Thams, norweski skoczek narciarski, żeglarz sportowy (ur. 1898)
- 1957 – George MacKenzie, brytyjski zapaśnik (ur. 1888)
- 1958 – Claire Chennault, amerykański generał lotnictwa (ur. 1893)
- 1959 – Aleksandyr Cankow, bułgarski ekonomista, publicysta, polityk, premier Bułgarii (ur. 1879)
- 1960:
  - Tadeusz Grabowski, polski historyk literatury (ur. 1871)
  - Richard Jackett, brytyjski rugbysta (ur. 1881)
  - Georgi Kjoseiwanow, bułgarski dyplomata, polityk, premier Bułgarii (ur. 1884)
  - Ethel Lilian Voynich, brytyjska pisarka (ur. 1864)
- 1961 – Szimon Kanowicz, izraelski lekarz, polityk (ur. 1900)
- 1962:
  - Richard Aldington, brytyjski prozaik, poeta, krytyk literacki (ur. 1892)
  - Əziz Əliyev, azerski polityk komunistyczny (ur. 1897)
  - Josef Hegenbarth, niemiecki malarz, rysownik (ur. 1884)
  - Richard Herrmann, niemiecki piłkarz (ur. 1923)
- 1963:
  - Trygve Bøyesen, norweski gimnastyk (ur. 1886)
  - Janina Nowotnowa, polska malarka, graficzka (ur. 1881)
- 1964:
  - Nikołaj Abramow, radziecki kontradmirał (ur. 1897)
  - Ignacy Pietrzycki, polski stomatolog, wykładowca akademicki (ur. 1885)
  - Vevé, brazylijski piłkarz (ur. 1918)
- 1965:
  - Gommar Michiels, belgijski duchowny katolicki, kapucyn, kanonista, wykładowca akademicki (ur. 1890)
  - Henri Petiot, francuski poeta, prozaik, historyk, pedagog (ur. 1901)
- 1966 – Kazimierz Bagiński, polski działacz ruchu ludowego, polityk, poseł na Sejm RP, publicysta (ur. 1890)
- 1967:
  - Jan Bogdanowicz, polski pediatra (ur. 1894)
  - Arthur Werner, niemiecki inżynier, polityk, burmistrz Berlina (ur. 1877)
- 1968:
  - Andrzej Girtler, polski aktor (ur. 1904)
  - Franciszek Góralski, polski działacz mazurski, gawędziarz ludowy (ur. 1888)
  - Lilian Harvey, niemiecka aktorka (ur. 1906)
  - Jan Rożeński, polski działacz oświatowy (ur. 1904)
- 1969:
  - Gotthard Fischer, niemiecki generalleutnant (ur. 1891)
  - Arsienij Zwieriew, radziecki polityk (ur. 1900)
- 1970:
  - Wiktor Baranow, radziecki generał porucznik (ur. 1901)
  - António de Oliveira Salazar, portugalski ekonomista, polityk, premier i p.o. prezydenta Portugalii (ur. 1889)
- 1971 – Bogumił Pawłowski, polski botanik, wykładowca akademicki (ur. 1898)
- 1972:
  - Richard Coudenhove-Kalergi, austriacki polityk (ur. 1894)
  - Philip Cunliffe-Lister, brytyjski polityk (ur. 1884)
- 1974:
  - Hans Hauser, austriacki narciarz alpejski (ur. 1911)
  - Lightnin’ Slim, amerykański wokalista i gitarzysta bluesowy (ur. 1913)
  - Zdzisław Opial, polski matematyk, wykładowca akademicki (ur. 1930)
  - Jerzy Schnayder, polski filolog klasyczny, tłumacz (ur. 1891)
  - Karl Gustaf Torsten Sjögren, szwedzki psychiatra, genetyk (ur. 1896)
  - Feliks Starzec, polski działacz ruchu ludowego, dziennikarz, polityk, poseł na Sejm PRL (ur. 1920)
- 1976 – Stanisław Albrecht Radziwiłł, polski oficer kawalerii, polityk, dyplomata, przedsiębiorca (ur. 1914)
- 1977:
  - Willy Bogner, niemiecki biegacz narciarski, kombinator norweski (ur. 1909)
  - Alois Neuman, czechosłowacki prawnik, polityk (ur. 1901)
- 1978 – Ignacy Włostowski, polski podpułkownik dyplomowany (ur. 1896)
- 1979 – Henri Saint Cyr, szwedzki jeździec sportowy (ur. 1902)
- 1980 – Mohammad Reza Pahlawi, szach Iranu (ur. 1919)
- 1981:
  - Adam Walsh, amerykański chłopiec, ofiara przestępstwa (ur. 1974)
  - William Wyler, amerykański reżyser filmowy (ur. 1902)
- 1982:
  - Hilda James, brytyjska pływaczka (ur. 1904)
  - Edward Martuszewski, polski publicysta, krytyk literacki i teatralny, tłumacz, eseista, prozaik, historyk, bibliofil (ur. 1921)
- 1984:
  - Laurence Jackson, szkocki curler (ur. 1900)
  - James Mason, brytyjski aktor (ur. 1909)
  - Igor Sawicki, rosyjski malarz, archeolog, etnograf (ur. 1915)
  - Jan Zurzycki, polski botanik, wykładowca akademicki (ur. 1925)
- 1985 – Mirosław Gersdorf, polski prawnik, wykładowca akademicki (ur. 1915)
- 1986 – Roman Hordyński, polski architekt (ur. 1924)
- 1987:
  - George Gulack, amerykański gimnastyk (ur. 1905)
  - Jan Mikusiński, polski matematyk, wykładowca akademicki (ur. 1913)
- 1988:
  - Mieczysław Jasiecki, polski aktor (ur. 1909)
  - Frank Zamboni, amerykańsko-włoski wynalazca (ur. 1901)
- 1990:
  - Elizabeth Allan, brytyjska aktorka (ur. 1910)
  - Jerzy Koziołkowski, polski komandor porucznik (ur. 1911)
- 1991 – Gino Colaussi, włoski piłkarz (ur. 1914)
- 1992 – Hamid Reza Pahlawi, irański książę (ur. 1932)
- 1993 – Reggie Lewis, amerykański koszykarz (ur. 1965)
- 1994:
  - Kevin Carter, południowoafrykański fotoreporter pochodzenia brytyjskiego (ur. 1960)
  - Ludwik Janczyszyn, polski admirał, członek WRON (ur. 1923)
- 1995:
  - Iza Bieżuńska-Małowist, polska historyk starożytności pochodzenia żydowskiego (ur. 1917)
  - Jerzy Mrzygłód, polski dziennikarz i komentator sportowy (ur. 1929)
  - Miklós Rózsa, węgierski kompozytor (ur. 1907)
- 1997 – André Giraud, francuski polityk (ur. 1925)
- 1998:
  - Binnie Barnes, brytyjska aktorka (ur. 1903)
  - Zlatko Čajkovski, chorwacki piłkarz, trener (ur. 1923)
  - Kazimierz Mikulski, polski malarz, rysownik, scenograf (ur. 1918)
- 1999 – Janusz Kubik, polski reżyser, scenarzysta i operator filmowy (ur. 1931)
- 2000:
  - Constance Stuart Larrabee, południowoafrykańska fotografka, fotoreporterka (ur. 1914)
  - Zbigniew Stawecki, polski poeta, autor tekstów piosenek i skeczów (ur. 1934)
- 2001 – Leon Wilkeson, amerykański basista, członek zespołu Lynyrd Skynyrd (ur. 1952)
- 2002 – Anatolij Baszaszkin, rosyjski piłkarz, trener (ur. 1924)
- 2003:
  - Bob Hope, amerykański aktor, komik (ur. 1903)
  - Aleksander Zwierko, polski architekt i urbanista, żołnierz AK (ur. 1924)
- 2004:
  - George Smith Patton IV, amerykański generał (ur. 1923)
  - Bob Tisdall, irlandzki lekkoatleta, płotkarz (ur. 1907)
- 2006:
  - Owen J, Baggett, amerykański pilot (ur. 1920)
  - Grzegorz Dominik, polski płetwonurek (ur. 1964)
  - Göran Printz-Påhlson, szwedzki poeta, tłumacz, krytyk literacki (ur. 1931)
- 2007:
  - Janusz Dunin, polski bibliotekoznawca, bibliofil, publicysta, pisarz (ur. 1931)
  - Ryszard Karłowicz, polski architekt, urbanista (ur. 1919)
  - Violeta Manushi, albańska aktorka (ur. 1926)
- 2008 – Jusuf Szahin, egipski reżyser filmowy (ur. 1926)
- 2009 – Igor Przegrodzki, polski aktor (ur. 1926)
- 2010:
  - Boris Archangielski, rosyjski szachista (ur. 1931)
  - Karl Elsener, szwajcarski piłkarz, bramkarz (ur. 1934)
- 2011:
  - Agota Kristof, węgierska pisarka (ur. 1935)
  - Maurice H. Rindskopf, amerykański kontradmirał (ur. 1917)
  - Pietro Sambi, włoski duchowny katolicki, arcybiskup, nuncjusz apostolski (ur. 1938)
- 2012:
  - Geoffrey Hughes, brytyjski aktor (ur. 1944)
  - Tomasz Mańkowski, polski architekt, pedagog (ur. 1926)
  - Tony Martin, amerykański aktor (ur. 1913)
  - Jack Taylor, angielski sędzia piłkarski (ur. 1930)
- 2013:
  - Henryk Baranowski, polski reżyser teatralny (ur. 1943)
  - Santiago Santamaría, argentyński piłkarz (ur. 1952)
  - Ilja Siegałowicz, rosyjski programista (ur. 1964)
- 2014:
  - Francesco Marchisano, włoski kardynał (ur. 1929)
  - Kyozan Joshu Sasaki, japoński mistrz zen (ur. 1907)
- 2015:
  - A.P.J. Abdul Kalam, indyjski inżynier, polityk, prezydent Indii (ur. 1931)
  - Bob Kauffman, amerykański koszykarz, trener (ur. 1946)
  - Ivan Moravec, czeski pianista (ur. 1930)
  - Samuel Pisar, amerykański prawnik, działacz społeczny, obrońca praw człowieka pochodzenia żydowskiego (ur. 1929)
- 2016:
  - Piet de Jong, holenderski polityk, premier Holandii (ur. 1915)
  - Antoni Hermanowicz, polski piłkarz, trener (ur. 1947)
  - Dominik Hrušovský, słowacki duchowny katolicki, arcybiskup, nuncjusz apostolski (ur. 1926)
  - Józef Hurwic, polski fizykochemik, wykładowca akademicki pochodzenia żydowskiego (ur. 1911)
  - Jarosław Kuszewski, polski aktor (ur. 1935)
  - Einojuhani Rautavaara, fiński kompozytor (ur. 1928)
- 2017:
  - Perivaldo Lúcio Dantas, brazylijski piłkarz (ur. 1953)
  - Abdelmajid Dolmy, marokański piłkarz (ur. 1953)
  - Michel Durafour, francuski dziennikarz, pisarz, samorządowiec, polityk (ur. 1920)
  - Wiesław Jaszczyński, polski lekarz, pilot, działacz społeczny, urzędnik państwowy (ur. 1930)
  - Kim Won-gi, południowokoreański zapaśnik (ur. 1962)
  - Mieczysław Lao, polski transplantolog, wykładowca akademicki (ur. 1932)
  - Mario Tullio Montano, włoski szablista (ur. 1944)
  - Sam Shepard, amerykański dramaturg, scenarzysta, aktor (ur. 1943)
  - Franz Swoboda, austriacki piłkarz (ur. 1933)
  - Gilles Tremblay, kanadyjski kompozytor (ur. 1932)
  - Tadeusz Wencel, polski neurochirurg, wykładowca akademicki (ur. 1927)
- 2018:
  - Antoni Niederliński, polski inżynier, automatyk (ur. 1937)
  - Witalij Szentalinski, rosyjski dziennikarz, pisarz (ur. 1939)
  - Władimir Wojnowicz, rosyjski prozaik, poeta, malarz (ur. 1932)
- 2019:
  - Zenon Begier, polski lekkoatleta, dyskobol (ur. 1935)
  - Humphrey Mijnals, holenderski piłkarz (ur. 1930)
  - John Robert Schrieffer, amerykański fizyk, laureat Nagrody Nobla (ur. 1931)
- 2020:
  - Owen Arthur, barbadoski historyk, ekonomista, polityk, premier Barbadosu (ur. 1949)
  - Michał Giercuszkiewicz, polski perkusista rockowy, członek zespołów Apogeum, Dżem, Kwadrat, Bezdomne Psy (ur. 1954)
  - Jerzy Janczukowicz, polski płetwonurek, podróżnik, odkrywca (ur. 1938)
  - Magda Kósáné Kovács, węgierska nauczycielka, polityk, minister pracy, eurodeputowana (ur. 1940)
  - Grzegorz Łatuszyński, polski prozaik, poeta, krytyk literacki, slawista, antologista, tłumacz, dziennikarz, animator kultury (ur. 1933)
  - Muhammad Asad Malik, pakistański hokeista na trawie (ur. 1941)
  - Jan Skopeček, czeski aktor (ur. 1925)
  - Gianrico Tedeschi, włoski aktor (ur. 1920)
- 2021:
  - Mo Hayder, brytyjska pisarka (ur. 1962)
  - Dusty Hill, amerykański basista, wokalista, członek zespołu ZZ Top (ur. 1949)
  - Stefan Michnik, polski kapitan, działacz komunistyczny, sędzia, adwokat (ur. 1929)
  - Jan Pęczek, polski aktor (ur. 1950)
- 2022:
  - Mary Alice, amerykańska aktorka (ur. 1936)
  - Paul Bertrand, francuski duchowny katolicki, biskup Mende (ur. 1925)
  - Luis Morgan Casey, amerykański duchowny katolicki, biskup pomocniczy La Paz, wikariusz apostolski Pando (ur. 1935)
  - Bernard Cribbins, brytyjski aktor (ur. 1928)
  - Jelizawieta Diemientjewa, rosyjska kajakarka (ur. 1928)
  - Jerzy Kleer, polski ekonomista (ur. 1928)
  - Celina Seghi, włoska narciarka alpejska (ur. 1920)
- 2023 – Maciej Moszew, polski architekt, szopkarz (ur. 1940)
- 2024:
  - Jean-Baptiste Bùi Tuần, wietnamski duchowny katolicki, biskup Long Xuyên (ur. 1928)
  - Luis Galarza, boliwijski piłkarz (ur. 1950)
  - Mariano Haro, hiszpański lekkoatleta, długodystansowiec (ur. 1940)
  - Kazimierz Kubiszyn, polski malarz, poeta, działacz społeczny (ur. 1933)
  - Krzysztof Kwaśniewski, polski socjolog kultury, etnolog (ur. 1927)
  - Mísia, portugalska piosenkarka (ur. 1955)
  - Edna O’Brien, irlandzka pisarka (ur. 1930)
  - Wolfgang Rihm, niemiecki kompozytor, pedagog muzyczny (ur. 1952)
- 2025:
  - Witold Duński, polski dziennikarz sportowy, reportażysta (ur. 1932)
  - John Miszuk, kanadyjski hokeista (ur. 1940)
  - Jerzy Sztwiertnia, polski reżyser i scenarzysta filmowy (ur. 1946)